# Płochacz czarnogardły
Płochacz czarnogardły (Prunella atrogularis) – gatunek małego ptaka z rodziny płochaczy (Prunellidae). Występuje w zachodniej i centralnej Azji oraz na skrajnie wschodnich krańcach Europy. Nie jest zagrożony wyginięciem.

## Taksonomia
Po raz pierwszy gatunek opisał Johann Friedrich Brandt w 1843. Holotyp pochodził z Semeju (dawniej Semipałatyńsk; północno-wschodni Kazachstan). Nowemu gatunkowi nadał nazwę Accentor atrogularis. Obecnie (2022) Międzynarodowy Komitet Ornitologiczny (IOC) umieszcza płochacza czarnogardłego w rodzaju Prunella. Wyróżnia dwa podgatunki. Dwa proponowane podgatunki, P. a. lucens i P. a. menzbieri zsynonimizowano z P. a. huttoni.

## Podgatunki i zasięg występowania
IOC wyróżnia następujące podgatunki:
- P. a. atrogularis (von Brandt, JF, 1843) – gniazdują w północnym i centralnym Uralu; zimowiska znajdują się we wschodnim Iranie, Turkmenistanie i Uzbekistanie na południe po Afganistan i północno-zachodni subkontynent indyjski oraz skrajnie południowo-zachodnie Chiny[6]
- P. a. huttoni (Moore, F, 1854) – góry zachodnio-centralnej Azji, od Ałtaju po Tienszan i Pamir; częściowo migrują do południowo-zachodniej Azji. W marcu 2001 odnotowano przedstawiciela podgatunku, prawdopodobnie zagubionego, w górach Qin Ling (Shaanxi, centralne Chiny)[6].

Zagubione ptaki odnotowywano m.in. w Niemczech (styczeń 2012 – drugie stwierdzenie), Francji (1997 – pierwsze stwierdzenie), Turcji (2014 – pierwsze stwierdzenie), Finlandii (do października 2016 – 11 stwierdzeń), Szwecji (do listopada 2017 – 9 stwierdzeń), Norwegii (2013 – pierwsze stwierdzenie), na Litwie (2015 – pierwsze stwierdzenie), na Słowacji, w Kuwejcie (1995 – pierwsze stwierdzenie). W 1975 miało miejsce pierwsze stwierdzenie dla Omanu; początkowo ptaka błędnie zidentyfikowano jako płochacza pstrego (P. ocularis). Po 20 dniach od obserwacji ptak został zabity i przekazany do Muzeum Historii Naturalnej w Tring. Zagubione ptaki notuje się też w nietypowych rejonach w Rosji, np. w regionie Kirowa w 2015; ogółem rzadko te ptaki pojawiają się w równinnych, europejskich częściach Rosji.
W Polsce stwierdzony został po raz pierwszy w marcu 2021 w miejscowości Miączyn w powiecie zamojskim. Po zaakceptowaniu stwierdzenia Komisja Faunistyczna Sekcji Ornitologicznej Polskiego Towarzystwa Zoologicznego wciągnęła płochacza czarnogardłego na Listę awifauny krajowej.

## Morfologia
Długość ciała wynosi 13,5–17 cm, masa ciała 14,5–23,6 g. Długość skrzydła u samców: 68–77 mm, u samic: 68–73 mm. W szacie godowej płochacze czarnogardłe mają ciemnobrązowe ciemię, niekiedy z szaropłowymi krawędziami piór. Szyja i górna część grzbietu mają barwę płowobrązową, pokryte są ciemnobrązowymi paskami. Kuper i pokrywy nadogonowe szarobrązowe. Brew jasna, niemal biała, sięga aż po kark. Kantarek, pokrywy uszne, broda i gardło ciemnobrązowe, pierś płowa (ciepła, pomarańczowa). Pozostała część spodu ciała ma barwę brudnobiałą, na bokach występują ciemnobrązowe paski. Nogi żółte, tęczówka brązowa. Na jesieni płochacze czarnogardłe można odróżnić od innych po jasnej, płowordzawej brwi oraz białych końcówkach czarnych piór na gardle.

## Ekologia i zachowanie

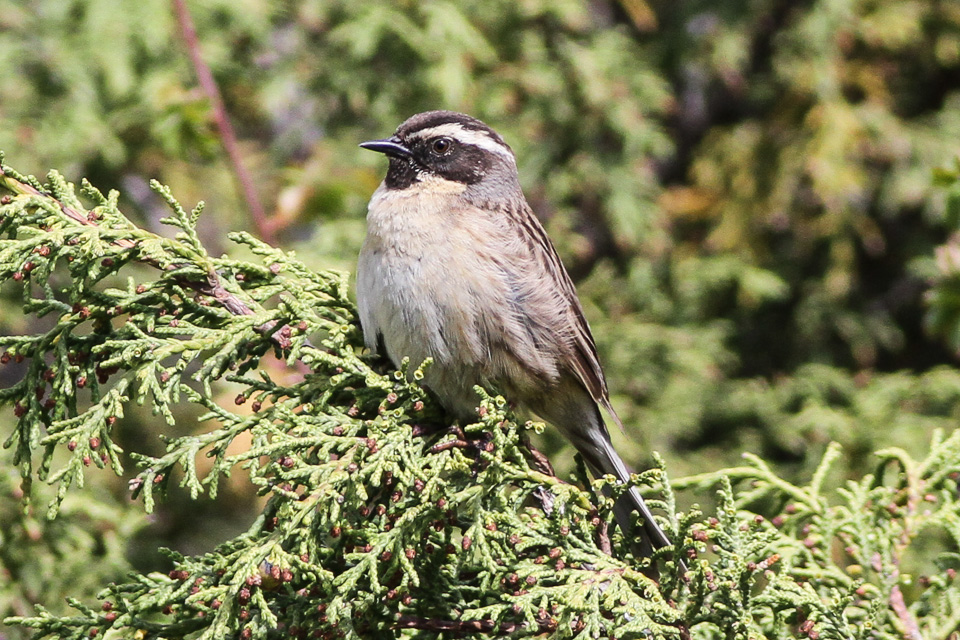
Ptak sfotografowany w okolicach Tian Shan Observatory (nieopodal Ałmaty)

Płochacze czarnogardłe gniazdują w lasach iglastych (ze świerkami, modrzewiami, jodłami) z zakrzewionymi przecinkami, lasach mieszanych z osikami i brzozami oraz świetlistych lasach jałowcowo-świerkowych na wysokości 1400–2800 m n.p.m. w Tienszanie i 1400–2000 m n.p.m. w Ałtaju. Podczas przelotów odwiedzają lasy, w tym nadrzeczne, ogrody, zachwaszczone tereny, rzadko trzcinowiska. Płochacze czarnogardłe odzywają się delikatnym ti-ti-ti, podobnie jak inni mali przedstawiciele rodzaju. Ich pieśń przypomina pieśń pokrzywnicy (P. modularis), jest bezładna i wykazuje niewielki zakres tonalny, zwrotki są nieznacznie cichsze i krótsze. Mniej jest w niej czystych nut niż u pokrzywnicy. Płochacze czarnogardłe żywią się głównie owadami i innymi stawonogami, jedzą także pozostałe bezkręgowce, w tym ślimaki. Zjadają także ziarno, głównie zimą.

### Lęgi
Większość informacji na temat rozrodu płochaczy czarnogardłych pochodzi z badań nad przedstawicielami P. a. huttoni prowadzonych w Tienszanie. Okres lęgowy trwa od maja do sierpnia. Prawdopodobnie ptaki te wyprowadzają dwa, być może trzy lęgi. Pary gniazdują 40–200 m od siebie. Gniazda umieszczone są na drzewach (świerkach, modrzewiach) lub krzewach (jałowcach, wiciokrzewach, wierzbach, różach dzikich, dereniach) na wysokości 0,4–15 m nad ziemią (zazwyczaj 1–2 m). Budulec stanowią cienkie gałązki, suche trawy i mech, wyściółkę zaś włosie, puch roślinny i pióra. Gniazdo buduje samica; zajmuje jej to 7–18 dni. Zniesienie liczy 3–6 jaj. Inkubacja trwa 11–14 dni, samica wysiaduje sama; samiec okazjonalnie ją karmi. Obydwa ptaki z pary karmią młode, które opierzają się w pełni po 11–14 dniach.

## Status
IUCN uznaje płochacza czarnogardłego za gatunek najmniejszej troski (LC, Least Concern) nieprzerwanie od 1988 (stan w 2021). Liczebność światowej populacji wstępnie szacuje się na 10–100 tysięcy dorosłych osobników. BirdLife International ocenia trend populacji jako stabilny.